# Iridescenca
Iridescenca ali goniokromizem je v splošnem lastnost določenih površin, da spreminjajo barvo ali barvni odtenek glede na kot opazovanja. Pojav je najvidnejši pri milnih mehurčkih, krilih metuljev in morskih školjkah.

## Etimologija
Pojem iridescenca iz grške besede starogrško Ἴρις: iris - mavrica oz. v grški mitologiji boginja nedolžnosti in poosebitev mavrice. Goniokromizem izhaja iz grških besed starogrško Γωνιά: gonia - kot ter starogrško χρώμα: chroma - barva.

## Fizikalne osnove nastanka
Iridescenca je optični fenomen, pri katerem se barva oz. barvni odtenek spreminja glede na kot opazovanja površine. Nastane zaradi številnih odbojev svetlobe od večplastnih, polprozornih površin, pri katerih interferenca modulira svetlobno valovanje, ki jo zazna oko. Proces je funkcionalni analog selektivne oslabitve valovne dolžine, kot npr. pri Fabry-Pérotovem interferometru.
Predpogoj za nastanek iridiscence je torej prisotnost polprosojnih plasti, zaradi česar so poti žarkov od izvira svetloba do opazovalca rahlo različne, posledično pa pride do majhnih faznih razlik, kar lahko poenostavljeno zapišemo z naslednjo enačbo (v primeru, da imamo eno polprosojno plast in temno ozadje):
{\displaystyle r_{2}-r_{1}={\frac {\lambda (\phi _{1}-\phi _{2})}{2\pi }}-m\lambda .}
Če povzroči odboj svetlobe fazno razliko reda vidne valovne dolžine, se to vidi kot interferenčna barva. Pri različnih kotih opazovanja se spremenijo poti odbitih žarkov oz. njihove razlike, s tem pa tudi fazne razlike in opazovana barva objekta. V praksi pojav ni omejen na eno polprosojno plast, kjer se svetloba odbija od površine in spodnje plasti, pač pa je v različnih primerih prisotno različno število tovrstnih plasti, s tem pa so različne tudi interference.

## Primeri iridescence v naravi
- krila določenih žuželk;
- peresa pava in kolibrijev;
- črna peresa vranov;
- lupine nekaterih mehkužcev;
- tapetum lucidum, sloj tkiva za ali pred mrežnico v očesih mnogih vretenčarjev
- določeni minerali.

- Metulj vrste Morpho didius
- Zeleni skakajoči pajek (Mopsus mormon)
- Amolit je organski dragulj iz fosiliziranih amonitov
- Črni opal
- Tapetum lucidum odbija vidno svetlobo nazaj k mrežnici in tako omogoča »nočno gledanje« v slabo osvetljenih prostorih.
- Notranjost lupine morskega polža vrste Haliotis rufescens